# 埃爾金 (北卡羅萊納州)
埃爾金（英語：Elkin）是一個位於美國北卡羅萊納州薩里縣的城鎮。

## 人口
根據2020年美國人口普查的數據，埃爾金的面積為17.81平方千米，當中陸地面積為17.59平方千米，而水域面積為0.22平方千米。當地共有人口4122人，而人口密度為每平方千米231人。